# Приятелю, Тед (сериал)
„Приятелю, Тед“ (на английски: Ted) е американски комедиен сериал по идея на Сет Макфарлън. Той е прелюдия на филмите „Приятелю, Тед“ (2012) и „Приятелю, Тед 2“ (2015). Първият сезон, състоящ се от седем епизода, е пуснат по „Пийкок“ на 11 януари 2024 г.

## Продукция
Снимките започват през август 2022 г. През ноември същата година Сет Макфарлън потвърждава, че заснемането на сезона е приключило.